# Вајнгартен (Тирингија)
Вајнгартен (њем. Weingarten) општина је у њемачкој савезној држави Тирингија. Једно је од 57 општинских средишта округа Гота. Према процјени из 2010. у општини је живјело 171 становника. Посједује регионалну шифру (AGS) 16067077.

## Географски и демографски подаци
Вајнгартен се налази у савезној држави Тирингија у округу Гота. Општина се налази на надморској висини од 350 метара. Површина општине износи 4,0 km². У самом мјесту је, према процјени из 2010. године, живјело 171 становника. Просјечна густина становништва износи 43 становника/km².

## Међународна сарадња
| Мјесто | Држава    | Врста сарадње | Од    |
| ------ | --------- | ------------- | ----- |
|        | Француска | партнерство   | 1997. |
| Извор  |           |               |       |